# هب والكر
هب والكر (بالإنجليزية: Hub Walker)‏ هو لاعب كرة قاعدة أمريكي، ولد في 17 أغسطس 1906 في غولفبورت في الولايات المتحدة، وتوفي في 26 نوفمبر 1982 في سان خوسيه في الولايات المتحدة.

## وصلات خارجية
- هب والكر على موقعبيزبول رفرنس.كوم (الدوري الرئيسي) (الإنجليزية)
- هب والكر على موقع جمعية أبحاث البيسبول الأمريكية (الإنجليزية)